# Mesembryanthemum pseudoschlichtianum
Mesembryanthemum pseudoschlichtianum är en isörtsväxtart som först beskrevs av S.M.Pierce och Gerbaulet, och fick sitt nu gällande namn av Klak. Mesembryanthemum pseudoschlichtianum ingår i Isörtssläktet som ingår i familjen isörtsväxter. Inga underarter finns listade i Catalogue of Life.